# Ейглоу Оуск Густафсдоуттір
Ейглоу Оуск Густафсдоуттір (1 лютого 1995) — ісландська плавчиня.
Учасниця Олімпійських Ігор 2012, 2016 років.
Призерка Чемпіонату Європи з плавання на короткій воді 2015 року.